# Aulonothroscus brevicollis
Aulonothroscus brevicollis är en skalbaggsart som först beskrevs av Bonvouloir 1859.  Aulonothroscus brevicollis ingår i släktet Aulonothroscus, och familjen småknäppare. Arten är reproducerande i Sverige.